# Pavel Domocoș
Domocoș Pavel (n. 1869 sau 1894, Bratca, Județul Bihor, Regatul Ungariei  – d. 1921, Bratca, Regatul României) a fost un deputat în Marea Adunare Națională de la Alba Iulia, organismul legislativ reprezentativ al „tuturor românilor din Transilvania, Banat și Țara Ungurească”, cel care a adoptat hotărârea privind Unirea Transilvaniei cu România, la 1 decembrie 1918..

## Biografie
S-a născut în 1894 în satul Bratca, Județul Bihor. Nu a avut studii; a decedat în 1921 în satul Bratca..

## Activitatea politică
A fost membru al C.N.R. și al gărzii naționale locale. Ca deputat în Adunarea Națională din 1 decembrie 1918 a fost delegat al Județului Bihor..

## Lectură suplimetară
- Daniela Comșa, Eugenia Glodariu, Maria M. Jude, Clujenii și Marea Unire, Muzeul Național Transilvania, Cluj-Napoca, 1998
- Florea Marin, Medicii și Marea Unire, Editura Tipomur, Târgu Mureș, 1993
- Silviu Borș, Alexiu Tatu, Bogdan Andriescu, (coord.), Participanți din localități sibiene la Marea Adunare Națională de la Alba Iulia din 1 decembrie 1918, Editura Armanis, Sibiu, 2015